# Jacobo Ynclán
Jacobo María Ynclán Pajares (ur. 4 lutego 1984 w Madrycie) – hiszpański piłkarz występujący na pozycji napastnika w Atlético de Pinto.

## Kariera
W 2003 roku zadebiutował w Atlético Madryt B. Został 2 razy wypożyczony do Polideportivo Ejido i UE Lleida. Później został wypożyczony po raz kolejny tym razem do Belgijskiego Excelsior Mouscron. Po powrocie z wypożyczenia przeszedł do Atlético Madryt jednak wystąpił tylko w 1 meczu. Potem przeszedł do Deportivo Alavés. Następnie grał w III-ligowym CD Guadalajara w którym strzelił 3 gole. Jego kolejnym klubem był RSD Alcala w którym strzelił 13 goli. Z RSD Alcala przeszedł do jego obecnego klubu, czyli Wolfsberger AC. Z austriackim klubem zdobył mistrzostwo kraju i grał w kwalifikacjach do Ligi Europy (2015/2016).